# Cetrariopsis
Cetrariopsis is een monotypisch geslacht van korstmossen dat behoort tot de orde Lecanorales van de ascomyceten. De typesoort is Cetrariopsis wallichiana hetgeen ook het enige soort is in dit geslacht.